# Psara basalis
Psara basalis là một loài bướm đêm trong họ Crambidae.